# Franz Reifmüller
Franz Reifmüller (30. září 1861 Vídeň – 4. března 1940 Vídeň) byl rakouský sociálně demokratický politik, na počátku 20. století poslanec Říšské rady, v poválečném období poslanec rakouské Národní rady.

## Biografie
Vychodil národní a měšťanskou školu a absolvoval odbornou školu v Štýrském Hradci. Vyučil se knihtiskařem. Angažoval se v Sociálně demokratické straně Rakouska a v odborovém hnutí. Byl předsedou Svazu knihtiskařů a písmolijců Rakouska. Zasedal u živnostenského soudu ve Vídni.
Na počátku 20. století se zapojil i do celostátní politiky. Ve volbách do Říšské rady roku 1911 získal mandát v Říšské radě (celostátní zákonodárný sbor) za obvod Dolní Rakousy 12. Usedl do poslanecké frakce Klub německých sociálních demokratů. Ve vídeňském parlamentu setrval až do zániku monarchie.Profesně byl k roku 1911 uváděn jako knihtiskař.
Po válce zasedal v letech 1918–1919 jako poslanec Provizorního národního shromáždění Německého Rakouska (Provisorische Nationalversammlung).